# Gelinpertek, Yedisu
Gelinpertek là một xã thuộc huyện Yedisu, tỉnh Bingöl, Thổ Nhĩ Kỳ. Dân số thời điểm năm 2010 là 66 người.